# 334
334 (CCCXXXIV) fue un año común comenzado en martes del calendario juliano, en vigor en aquella fecha.
En el Imperio romano, el año fue nombrado como el del consulado de Optato y Cesonio, o menos comúnmente, como el 1087 Ab urbe condita, adquiriendo su denominación como 334 a principios de la Edad Media, al establecerse el anno Domini.

## Acontecimientos
- Los godos protegen al Imperio romano contra una invasión de los vándalos en la región cercana al Danubio.
- Constantino vuelve a autorizar el combate de gladiadores.
- En Antioquía y Magosa (Turquía), un terremoto de 7 grados (IX de intensidad) deja un saldo de 40.000 víctimas. Se mencionó en Salamis (Chipre). Ver Lista de terremotos en la Antigüedad.

## Nacimientos
- Virio Nicómaco Flaviano, aristócrata, historiador y gramático romano.
- Sava el Godo, religioso cristiano.